# غرينادا
غَرْنَادَة (بالإنجليزية: Grenada) هي دولة جزرية في جزر الهند الغربية في البحر الكاريبي في الطرف الجنوبي من سلسلة جزر غرنادين. تتكون غرنادة من جزيرة غرنادة نفسها وجزيرتان صغيرتان وهما كارياكو وجزيرة مارتينيك الصغرى والعديد من الجزر الصغيرة الأخرى الواقعة شمال الجزيرة الرئيسية وتعتبر جزءًا من جزيرة غرنادة. تقع غرنادة شمال غرب ترينيداد وتوباغو، وشمال شرق فنزويلا وجنوب غرب سانت فينسنت والغرنادين. تبلغ مساحتها 348.5 كيلومتر مربع (134.6 ميل مربع) ويقدر عدد سكانها بـ 112.523 بحسب إحصاء يوليو 2020. عاصمتها هي مدينة سانت جورجز. تُعرف غرنادة أيضًا باسم "جزيرة التوابل" نظرًا لإنتاجها الوفير من جوزة الطيب.
قبل وصول الأوروبيين إلى الأمريكتين، كانت غرنادة مأهولة بالسكان الأصليين. شاهد كريستوفر كولومبوس غرنادة في عام 1498 خلال رحلته الثالثة إلى الأمريكتين. بعد عدة محاولات فاشلة من قبل الأوروبيين لاستعمار الجزيرة بسبب مقاومة شعب الكاريب، بدأ الاستيطان والاستعمار الفرنسي في عام 1649 واستمر للقرن التالي. تنازلت فرنسا عن الجزيرة لبريطانيا في 10 فبراير 1763 بموجب معاهدة باريس. استمر الحكم البريطاني حتى عام 1974 (باستثناء حكم فرنسي قصير بين 1779 و 1783). أصبحت الجزيرة في 3 مارس 1967 دولة منتسبة مستقل شؤونها الداخلية، ومن 1958 إلى 1962 كانت غرنادة جزءًا من اتحاد جزر الهند الغربية.
استقلت غرنادة في 7 فبراير 1974 تحت قيادة إريك جيري، الذي أصبح أول رئيس وزراء في غرنادة، أصبحت الدولة الجديدة عضوًا في الكومنولث. أطاحت حركة الجوهرة الجديدة الماركسية اللينينية في مارس 1979 بحكومة جيري في انقلاب غير دموي وأنشأت الحكومة الثورية الشعبية برئاسة موريس بيشوب. أدى إعدام الجيش الثوري الشعبي لموريس بيشوب إلى غزو غرنادة بقيادة الولايات المتحدة في أكتوبر 1983. منذ ذلك الحين، عادت الجزيرة إلى ديمقراطية تمثيلية برلمانية وظلت مستقرة سياسياً.

## أصل الكلمة
أصل اسم «غرنادة» غير معروف، لكن من المحتمل أن البحارة الإسبان أطلقوا على الجزيرة اسم مدينة غرناطة الأندلسية. على الرغم من أن تلك الجزر كانت تعتبر ملكًا لملك إسبانيا لا توجد سجلات تشير إلى أن الإسبان حاولوا استعمار غرنادة. سمى الفرنسيون الجزيرة باسم «لا غرناد» (La Grenade) بعد الاستيطان والاستعمار عام 1649. بعد التنازل عن الجزيرة للبريطانيين في 10 فبراير 1763 بموجب معاهدة باريس. أعاد البريطانيون تسميتها «غرنادة».
سمى الأرواك السكان الأصليون الجزيرة باسم «كاماجويا».

## التاريخ

### فترة ما قبل الاستعمار
على الرغم من عدم وجود أدلة قاطعة يعتقد أن غرنادة سكنت لأول مرة من حوالي 3600 قبل الميلاد. بلغ عدد السكان ذروته بين 750-1250 بعد الميلاد.

### الوصول الأوروبي
رأى كريستوفر كولومبوس غرنادة خلال رحلته الثالثة في عام 1498، وأطلق عليها اسم «لا كونسبسيون»، ربما أعاد أمريكو فسبوتشي تسميتها «مايو» في عام 1499. على الرغم من كونها ملكًا لملك إسبانيا، لا توجد سجلات تشير إلى أن الإسبان حاولوا الاستيطان في الجزيرة. كانت أول محاولة استيطان معروفة هي محاولة إنجليزية في عام 1609، ولكن قاومتهم الشعوب الأصلية.

### الاستعمار الفرنسي
أسست بعثة فرنسية قوامها 203 رجال من مارتينيك، بقيادة جاك ديل دو باركيه، مستوطنة دائمة في غرنادة في عام 1649. وقعوا معاهدة سلام مع رئيس الكاريبي، ولكن اندلع الصراع بين الطرفين في غضون أشهر. استمر هذا حتى عام 1654 عندما سيطر الفرنسيون على الجزيرة بالكامل.
أطلق الفرنسيون على مستعمرتهم الجديدة اسم لا غرنادة (La Grenade)، وكان الاقتصاد يعتمد في البداية على قصب السكر. أنشأ الفرنسيون عاصمة لهم باسم فورت رويال (لاحقًا سانت جورج). استولى البريطانيون على غرنادة خلال حرب السنوات السبع عام 1762.

### الاستعمار البريطاني

#### الفترة الاستعمارية المبكرة
تنازلت فرنسا عن غرنادة رسميًا لبريطانيا بموجب معاهدة باريس عام 1763. استعاد الفرنسيون السيطرة على الجزيرة خلال الحرب الاستقلال الأمريكية، بعد فوز كونت ديستان في معركة غرنادة البرية والبحرية في يوليو 1779. ولكن أعيدت الجزيرة إلى بريطانيا بموجب معاهدة فرساي (1783). بعد عقد من الزمان، أدى عدم الرضا عن الحكم البريطاني إلى ثورة مؤيدة لفرنسا في 1795-1996 بقيادة جوليان فيدون والتي أُخمدت.
مع نمو اقتصاد غرنادة نُقل المزيد من العبيد الأفارقة قسراً إلى الجزيرة. حظرت بريطانيا تجارة الرقيق داخل الإمبراطورية البريطانية في عام 1807، وحظرت العبودية تمامًا في عام 1833، مما أدى إلى تحرير جميع المستعبدين عام 1838. في محاولة لتخفيف النقص في اليد العاملة أحضر عمال هنود إلى غرنادة في عام 1857.
أدخلت جوزة الطيب إلى غرنادة في عام 1843. توفر غرنادة اليوم ما يقرب من 40٪ من المحاصيل السنوية في العالم.

#### الفترة الاستعمارية اللاحقة
أصبحت غرنادة مستعمرة التاج في 1877. أسس إريك جيري حزب العمال المتحد في غرنادة في عام 1950، في البداية كنقابة عمالية. حدث الإضراب العام في 1951 من أجل تحسين ظروف العمل. أجرت غرنادة انتخاباتها العامة الأولى في 10 أكتوبر 1951 مع حق الاقتراع العام للبالغين، فاز حزب جيري بستة من المقاعد الثمانية المتنافس عليها.
كانت غرنادة جزءًا من اتحاد جزر الهند الغربية من 1958 إلى 1962. بعد انهيار الاتحاد، مُنحت غرنادة وضع دولة منتسبة أي الحكم الذاتي الكامل في شؤونها الداخلية في 3 مارس 1967. كان هربرت بليز من حزب غرنادة الوطني أول رئيس وزراء لدولة غرنادة المنتسبة من مارس إلى أغسطس 1967. شغل إريك جيري منصب رئيس الوزراء من أغسطس 1967 حتى فبراير 1974.

### حقبة ما بعد الاستقلال

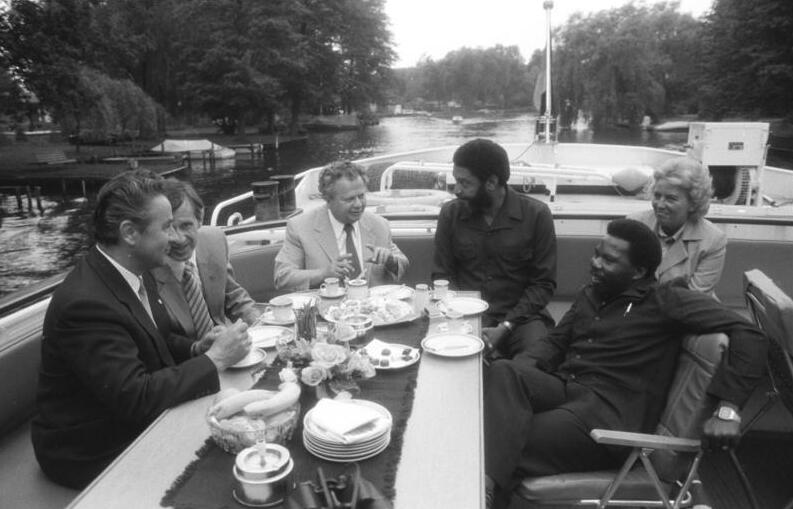
موريس بيشوب في زيارة لألمانيا الشرقية 1982

مُنحت غرنادة الاستقلال في 7 فبراير 1974 تحت قيادة إريك جيري، الذي أصبح أول رئيس وزراء لغرنادة. اختارت غرنادة البقاء داخل الكومنولث، واحتفظت بالملكة إليزابيث الثانية (الملكة آنذاك) وممثلها في الجزيرة الحاكم العام. اندلع الصراع الأهلي تدريجياً بين حكومة إريك جيري وبعض أحزاب المعارضة، بما في ذلك حركة الجوهرة الجديدة الماركسية. فاز جيري بانتخابات غرنادة العامة في 1976 بأغلبية منخفضة. ولكن اعتبرت المعارضة أن النتائج باطلة بسبب الاحتيال والترهيب العنيف الذي قامت به عصابة النمس، وهي ميليشيا خاصة موالية لجيري.
بينما كان جيري خارج البلاد في 13 مارس 1979 قام حزب الجوهرة الجديدة بانقلابًا غير دموي أطاح بجيري وعلق الدستور وأنشأ حكومة ثورية شعبية، برئاسة موريس بيشوب الذي أعلن نفسه رئيسًا للوزراء. أقامت حكومته الماركسية اللينينية علاقات وثيقة مع كوبا ونيكاراغوا ودول الكتلة الشيوعية الأخرى. حُظرت جميع الأحزاب السياسية باستثناء حركة الجوهرة الجديدة ولم تجرى انتخابات خلال السنوات الأربع لحكم حزب الجوهرة الجديدة.

### غزو غرنادة

#### اعتقال بيشوب وإعدامه
نشأ نزاع بين بيشوب وبعض الأعضاء رفيعي المستوى في حزب الجوهرة الجديدة. اعتبر أعضاء الحزب، بمن فيهم نائب رئيس الوزراء برنارد كوارد، اعتبر بيشوب ثوريًا غير كافٍ وطالبه إما بالتنحي أو تقاسم السلطة.
قاد برنارد كوارد وزوجته فيليس بدعم من جيش غرنادة، انقلابًا ضد حكومة موريس بيشوب في 16 أكتوبر 1983، ووضعَ بيشوب تحت الإقامة الجبرية. أدت هذه الإجراءات إلى مظاهرات في الشوارع في أجزاء مختلفة من الجزيرة لأن بيشوب كان يحظى بتأييد واسع من السكان. ولأن بيشوب كان زعيمًا يحظى بشعبية كبيرة أُطلق سراحه من قبل حشد من مؤيديه ساروا بشكل جماعي إلى مقر إقامته الخاضع للحراسة. ثم قاد بيشوب الحشد إلى المقر العسكري للجزيرة لتأكيد سلطته. أرسل جيش غرنادة إلى الموقع وأطلق النار. انتهى الأمر بعد استسلام بيشوب بعد إطلاق النار، اُسر هو ومجموعة من سبعة من أقرب مؤيديه وإعدامهم رمياً بالرصاص. ضمت المجموعة إلى جانب بيشوب ثلاثة من وزرائه وزعيم نقابي وثلاثة عمال في صناعة الخدمات.
بعد إعدام بيشوب، شكل الجيش الثوري الشعبي (PRA) حكومة ماركسية عسكرية برئاسة الجنرال هدسون أوستن، وأعلن الجيش حظر تجول كامل لمدة أربعة أيام، يُطلق خلاله الرصاص على أي شخص يغادر منزله دون موافقة.

#### رد فعل الولايات المتحدة وحلفائها
صرح الرئيس الأمريكي رونالد ريغان أن الأمر المثير للقلق بشكل خاص هو وجود عمال بناء وعسكريين كوبيين يقومون ببناء مهبط للطائرات بطول 10000 قدم (3000 متر) في غرنادة. صرح بيشوب أن الغرض من مهبط الطائرات هو السماح للطائرات التجارية بالهبوط، لكن قال بعض المحللين العسكريين الأمريكيين بأن السبب الوحيد لبناء مثل هذا المدرج الطويل هو أنه يمكن استخدامه بواسطة طائرات النقل العسكرية الثقيلة. ادعى المقاولون والشركات الأمريكية والأوروبية والجماعة الاقتصادية الأوروبية، التي قدمت تمويلًا جزئيًا، أن المهبط لا يمتلك قدرات عسكرية. زعم ريغان أن كوبا ستستخدم غرنادة كمحطة للتزود بالوقود للطائرات الكوبية والسوفياتية المحملة بالأسلحة الموجهة للمتمردين الشيوعيين في أمريكا الوسطى.
ناشدت منظمة دول شرق الكاريبي وباربادوس وجامايكا الولايات المتحدة لتقديم المساعدة. قامت في 25 أكتوبر 1983 قوات مشتركة من الولايات المتحدة ومن نظام الأمن الإقليمي (RSS) المتمركز في باربادوس بغزو غرنادة في عملية أطلق عليها اسم عملية الغضب العاجل. صرحت الولايات المتحدة أن الغزو كان بناء على طلب من باربادوس ودومينيكا والحاكم العام لغرنادة بول سكون. طلب سكون الغزو عبر قنوات دبلوماسية سرية، لكن لم يعلن عن ذلك عنه حفاظًا على سلامته. كان التقدم سريعًا، وخلال أربعة أيام قام الأمريكيون بإزالة حكومة هودسون أوستن العسكرية.
انتقد الغزو حكومات بريطانيا وترينيداد وتوباغو وكندا. وأدانت الجمعية العامة للأمم المتحدة الغزو ووصفته بأنه «انتهاك صارخ للقانون الدولي» بأغلبية 108 أصوات مقابل 9 أصوات وامتناع 27 عضوا عن التصويت.
اتخذ مجلس الأمن التابع للأمم المتحدة قرار مشابه حظي بتأييد 11 دولة. ولكن استخدمت الولايات المتحدة حق النقض ضد الاقتراح.

#### اعتقالات ما بعد الغزو
بعد الغزو استخدم دستور غرنادة السابق للثورة مرة أخرى. قبض على ثمانية عشر عضوًا من حزب الجوهرة الجديدة بتهمة قتل موريس بيشوب وسبعة آخرين. وكان من بين الأشخاص الثمانية عشر القيادة السياسية العليا في غرنادة وقت إعدام موريس، إلى جانب القيادة العسكرية. وحُكم على 14 شخصًا بالإعدام، وحُكم على أحدهم ببراءات، وحُكم على ثلاثة بالسجن 45 عامًا. وخُففت أحكام الإعدام في النهاية إلى أحكام بالسجن. يُعرف السجناء باسم «غرنادة 17».

### منذ عام 1983
عندما انسحبت القوات الأمريكية من غرنادة في ديسمبر 1983 قام الحاكم العام سكون بتعيين مجلس استشاري مؤقت برئاسة نيكولاس براتوايت لتنظيم انتخابات جديدة. أجريت أول انتخابات ديمقراطية منذ عام 1976 في ديسمبر 1984، وفاز بها الحزب الوطني الجديد بقيادة هربرت بليز، الذي شغل منصب رئيس الوزراء حتى وفاته في ديسمبر 1989.
كان بين جونز رئيس الوزراء لفترة وجيزة وخدم حتى انتخابات مارس 1990. فاز بهذه الانتخابات المؤتمر الوطني الديمقراطي بقيادة نيكولاس براثويت، الذي شغل منصب رئيس الوزراء حتى استقالته في فبراير 1995. وخلفه جورج بريزان لفترة وجيزة حتى يونيو. فاز الحزب الوطني الجديد بقيادة كيث ميتشل في انتخابات عام 1995، الذي فاز في انتخابات 1999 و 2003، وخدم لمدة 13 عامًا حتى عام 2008. أعاد ميتشل العلاقات مع كوبا وأصلح أيضًا النظام المصرفي في البلاد، والذي تعرض لانتقادات بسبب مخاوف محتملة تتعلق بغسيل الأموال.
تعرضت الجزيرة لإعصار إيفان من الفئة الثالثة في 7 سبتمبر 2004، بعد أن ظلت خالية من الأعاصير لمدة 49 عامًا. أدى إعصار إيفان إلى مقتل 39 شخصًا وتدمير 90٪ من منازل الجزيرة. ضرب إعصار إميلي الجزء الشمالي من الجزيرة في 14 يوليو 2005 برياح بلغت سرعتها 80 عقدة (150 كم/ساعة، 92 ميلاً في الساعة)، مما أسفر عن مقتل شخص واحد وأضرار تقدر بنحو 110 ملايين دولار أمريكي (297 مليون دولار شرق الكاريبي).
هُزم ميتشل في انتخابات عام 2008 من قبل مؤتمر الحوار الوطني تحت قيادة تيلمان توماس، ولكن فاز في الانتخابات العامة في غرنادة 2013 بأغلبية ساحقة وعاد الحزب القومي إلى السلطة، فاز مرة أخرى بأغلبية ساحقة في عام 2018. أكدت غرنادة أول حالة إصابة بكوفيد-19 في مارس 2020.
فاز مؤتمر الحوار الوطني بقيادة ديكون ميتشل في الانتخابات العامة في 23 يونيو 2022، الذي أصبح رئيسًا للوزراء في اليوم التالي.

## الجغرافيا
تقع جزيرة غرنادة في أقصى جنوب جزر الأنتيل، يحدها من الشرق البحر الكاريبي ومن الغرب المحيط الأطلسي وشمال كل من فنزويلا وترينيداد وتوباغو بحوالي 140 كيلومترًا (90 ميلًا). تشمل الدولة الجزر الجنوبية من جزر الغرنادين. يعيش معظم السكان في غرنادة، وتشمل مدن غرنادة الرئيسية العاصمة سانت جورجز وجرينفيل وجويف. أكبر مستوطنة في الجزر الأخرى هي هيلزبره في كارياكو.
جزيرة غرنادة ذات أصل بركاني، أعلى نقطة في غرنادة هي جبل سانت كاترين الذي يرتفع إلى 840 مترًا (2760 قدمًا) فوق مستوى سطح البحر. تشمل الجبال الرئيسية الأخرى جبل جرانبي وجبل ساوث إيست. تتدفق عدة أنهار صغيرة مع شلالات إلى البحر من هذه الجبال. يحتوي الخط الساحلي على عدة خلجان، أبرزها الساحل الجنوبي الذي ينقسم إلى العديد من أشباه الجزر الصغيرة.
غرنادة هي موطن لأربع مناطق إيكولوجية: غابات جزر ويندوارد الرطبة، غابات جزر ليوارد الجافة، غابات جزر ويندوارد الجافة وأشجار جزر ويندوارد الجافة. كان لديها درجة 10/4.22 في مؤشر سلامة المناظر الطبيعية للغابات لعام 2018، مما جعلها تحتل المرتبة 131 عالميًا من بين 172 دولة.

### المناخ

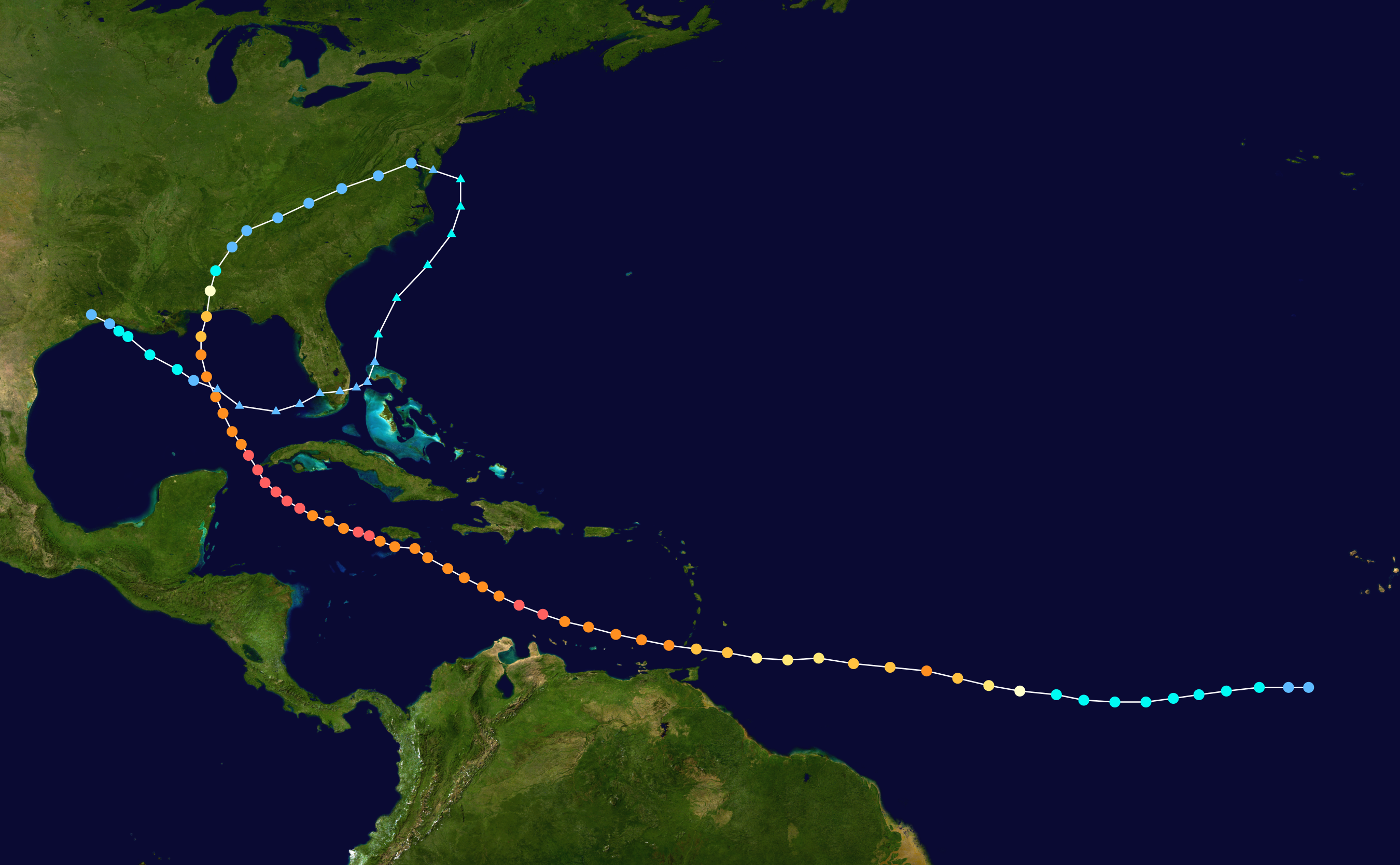
مسار إعصار إيفان. النقط الملونة تمثل شدة الإعصار حسب مقياس سفير-سيمبسون

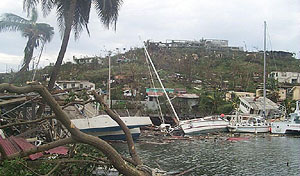
الدمار الذي خلفه إعصار إيفان في جزيرة غرنادة

مناخ غرنادة مناخ مداري حار ورطب صيفا ومعتدل وجاف شتاء. وتعرف البلاد درجات حرارة شبه مستقرة طوال السنة تتأرجح حول 26°م. درجة الحرارة العظمى المتوسطة تعادل 31.4°م ودرجة الحرارة الصغرى المتوسطة تعادل 24°م.
تتراوح كمية التساقطات المطرية السنوية ما بين 750مم و 1400مم. تعرف غرنادة موسمين: موسم جاف يمتد من شهر يناير إلى شهر مايو وموسم ممطر يمتد من شهر يونيو إلى شهر ديسمبر. تتلقى كارياكو وبوتيت مارتينيك، بصفة عامة، أقل كمية تساقطات مطرية ويعرفان في بعض الأحيان فترات جفاف قوية خلال الموسم الجاف.
تتواجد غرنادة في مهب الرياح التجارية الشمال شرقية. ورغم تواجدها جنوب حزام الأعاصير، فإن البلاد تبقى عرضة للعواصف المدارية والأعاصير. يمتد موسم الأعاصير من شهر يونيو إلى غاية شهر نوفمبر. وقد ضرب غرنادة إعصارا رئيسا سنة 1955 (إعصار جانيت) مخلّفا دمارا شديدا وخسائر في الأرواح تجاوزت المائة.
وقد كانت حكومة غرنادة طرفا موقعا في الاتفاقية الإطار للأمم المتحدة بريو دي جانيرو حول التغيرات المناخية في مايو 1992. كما وقعت على اتفاقية فيينا سنة 1993 وقبلت باتفاقية كيوتو في 16 أغسطس 2002 مع الشروع بالعمل بموجبها انطلاقا من 16 فبراير 2005.

## السياسة
غرنادة هي إحدى دول الكومنولث مع الملك تشارلز الثالث، وممثلها محليًا الحاكم العام. السلطة التنفيذية في رئيس الوزراء. يعتبر دور الحاكم العام شرفيًا إلى حد كبير، في حين أن رئيس الوزراء هو عادة زعيم أكبر حزب في البرلمان.
يتكون برلمان غرنادة من مجلس الشيوخ (13 عضوًا) ومجلس النواب (15 عضوًا). يُعيّن أعضاء مجلس الشيوخ من قبل الحكومة والمعارضة، وينتخب أعضاء مجلس النواب من قبل السكان لمدة خمس سنوات. تطبق غرنادة نظامًا متعدد الأحزاب، وأكبر الأحزاب هي الحزب الوطني الجديد من يمين الوسط (NNP) والمؤتمر الوطني الديمقراطي من يسار الوسط (NDC).
خسر المؤتمر الوطني الديمقراطي الحاكم الانتخابات في فبراير 2013 وفاز الحزب الوطني الجديد المعارض (NNP) بجميع المقاعد الخمسة عشر في الانتخابات العامة. عاد كيث ميتشل زعيم حزب الوطني الجديد الذي شغل منصب رئيس الوزراء ثلاث مرات بين عامي 1995 و 2008 إلى السلطة. قاد ميتشل الحزب الوطني الجديد للفوز بجميع المقاعد الخمسة عشر في مجلس النواب في ثلاث مناسبات منفصلة. قال رئيس الوزراء كيث ميتشل في نوفمبر 2021 أن الانتخابات العامة المقبلة المقرر إجراؤها دستوريًا في موعد أقصاه يونيو 2023 ستكون الأخيرة بالنسبة له.

### العلاقات الخارجية
غرنادة عضو كامل ومشارك في كل من الجماعة الكاريبية ومنظمة دول شرق البحر الكاريبي.

#### منظمة الدول الأمريكية
أصبحت غرنادة واحدة من 35 دولة صدقت على ميثاق منظمة الدول الأمريكية في 1975.

#### معاهدة تخفيف الازدواج الضريبي
وقع جورج بريزان في 6 يوليو 1994 في مركز شيربورن للمؤتمرات في سانت مايكل، بربادوس معاهدة تخفيف الازدواج الضرببي نيابة عن حكومة غرنادة.

#### فاتكا
وقعت غرنادة في 30 يونيو 2014 على اتفاقية قانون الامتثال الضريبي للحسابات الخارجية نموذج 1 مع الولايات المتحدة الأمريكية.

#### التحالف البوليفاري لشعوب أمريكتنا
انضمت غرنادة إلى التحالف البوليفاري لشعوب أمريكتنا (ALBA) في ديسمبر 2014. قال رئيس الوزراء ميتشل إن العضوية كانت امتدادًا طبيعيًا لتعاون غرنادة على مر السنين مع كل من كوبا وفنزويلا.

### الجيش
ليس لغرنادة جيش دائم، ولكن لديها قوة شرطة غرنادة الملكية وخفر سواحل غرنادة.
وقعت غرنادة في 2019 على معاهدة الأمم المتحدة لحظر الأسلحة النووية.

### التقسيمات الإدارية
تقسم غرنادة إلى ستة أبرشيات وجزيرتين تابعتين هما جزيرة كارياتسو وجزيرة بتيتي مارتينيك. وتقع العاصمة سانت جورجز في أبرشية سانت جورج.

خريطة التقسيم الإداري لغرنادة.

1. أبريشية سانت أندرو
2. أبريشية سانت ديفيد
3. أبرشية سانت جورج
4. أبرشية سانت جون
5. أبرشية سانت مارك
6. أبرشية سانت باتريك
7. جزيرة كارياتو
8. جزيرة بتيتي مارتينيك

## الاقتصاد

تمثيل نسبي لصادرات غرنادة في 2019

اقتصاد غرنادة صغير يعتمد على السياحة في جلب العملات الأجنبية. تشترك غرنادة في بنك مركزي مشترك وعملة مشتركة (دولار شرق الكاريبي) مع سبعة أعضاء آخرين في منظمة دول شرق الكاريبي.
عانت غرنادة من مشكلة ديون خارجية كبيرة، حيث بلغت مدفوعات الدين الحكومي حوالي 25٪ من إجمالي الإيرادات في عام 2017؛ صُنفت غرنادة في المرتبة التاسعة من أسفل في دراسة أجريت على 126 دولة نامية.

### الزراعة

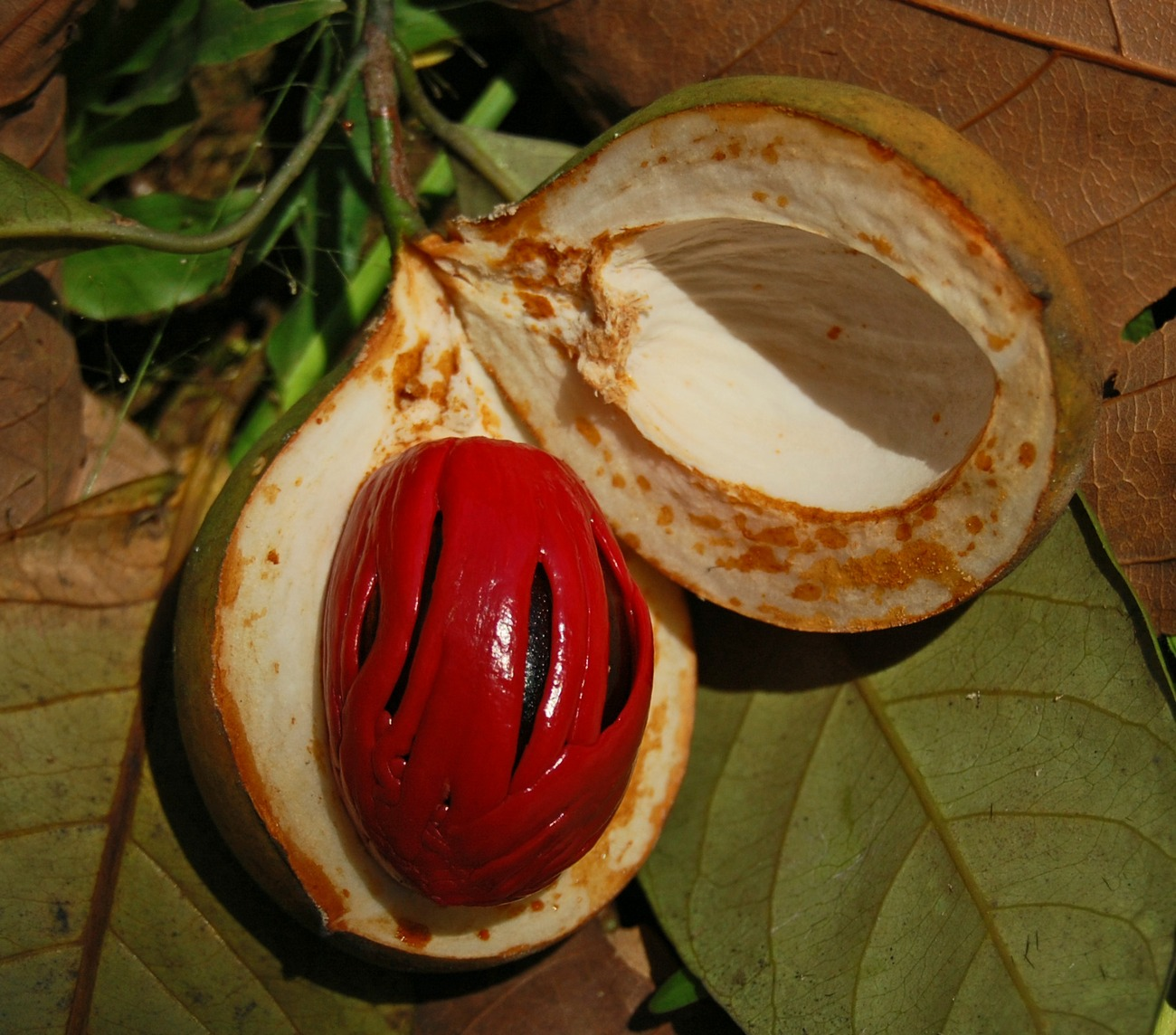
جوزة الطيب

غرنادة مصدر للعديد من التوابل المختلفة، وأبرزها جوزة الطيب وهي أكبر صادراتها وهي مُصوَّرة على العلم الوطني. تشمل الصادرات الرئيسية الأخرى الموز والكاكاو والفواكه والخضروات والملابس والشوكولاتة والأسماك.

### السياحة

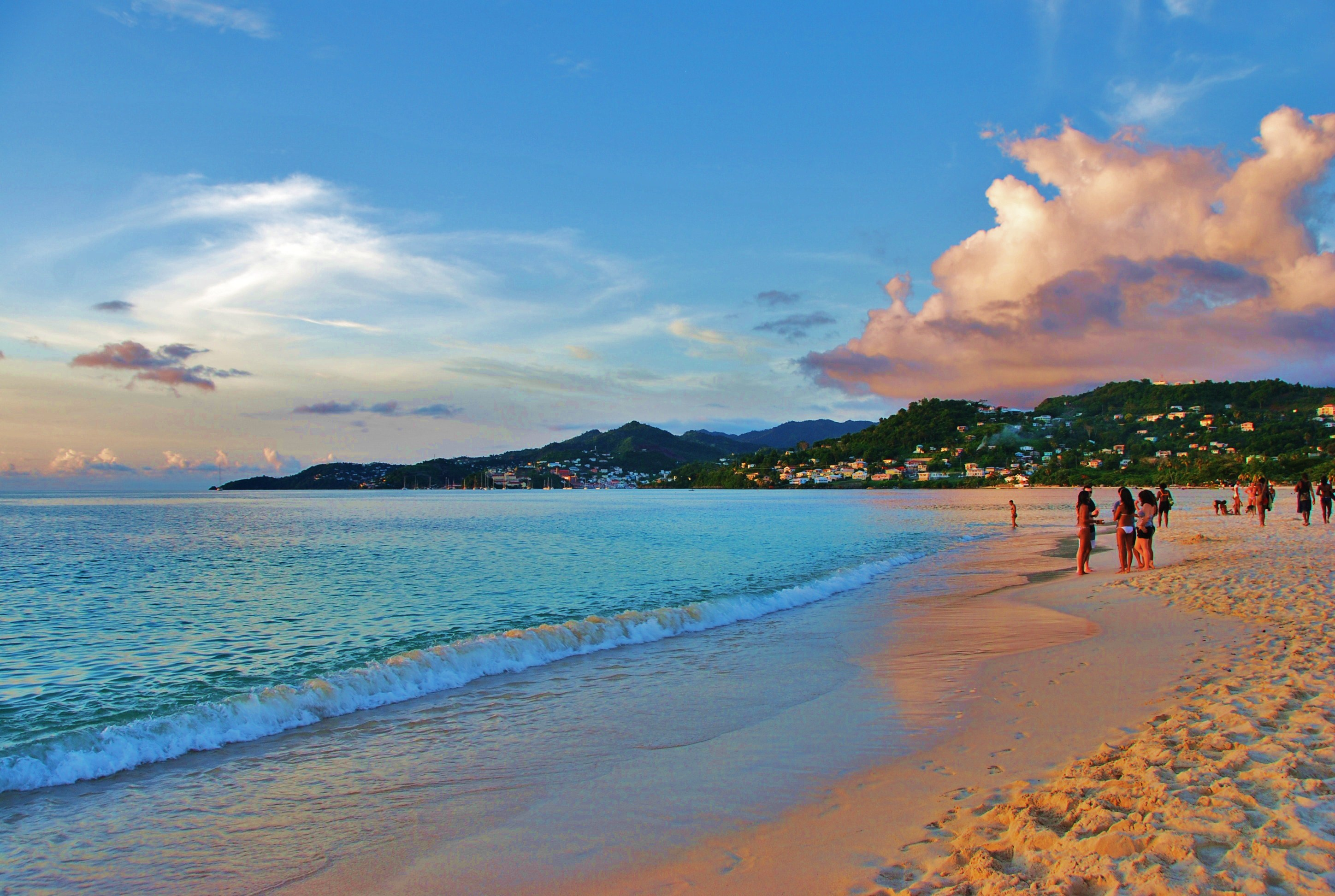
شاطئ غراند آنس

السياحة هي الدعامة الأساسية لاقتصاد غرنادة. يوجد في غرنادة العديد من الشواطئ حول ساحلها، بما في ذلك شاطئ غراند آنس في سانت جورج الذي يبلغ طوله 3 كيلومترات (1.9 ميل والذي يُعتبر غالبًا أحد أفضل الشواطئ في العالم. تشتهر غرنادة بشلالات مثل شلالات أنانديل وكونكورد وسبع سيسترز وتوفتون هول.

## الديموغرافيا

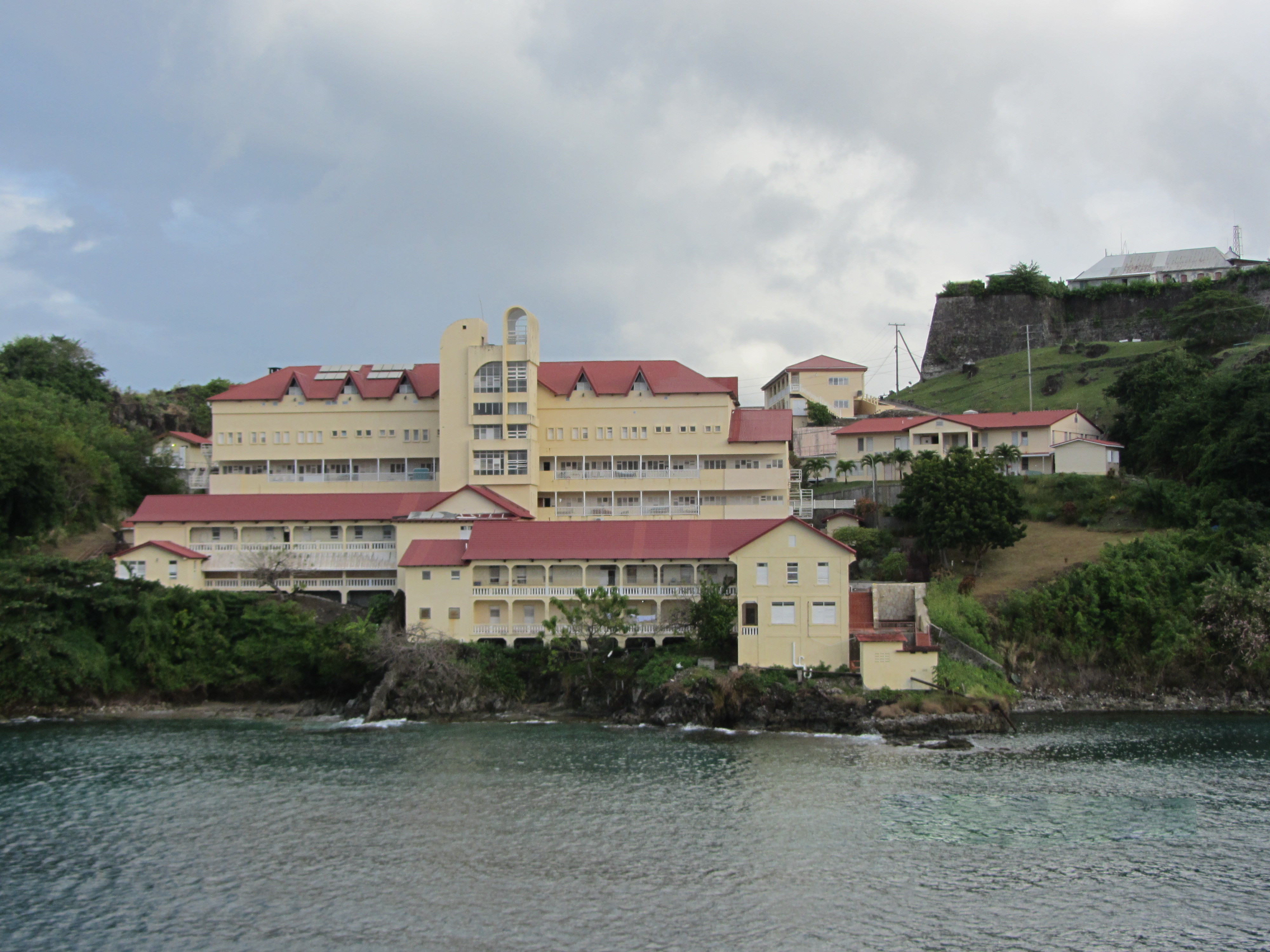
St George Hospital

غالبية سكان غرنادة (82%) هم من أصل أفريقي. يشكل المختلطون حوالي 13.4% والهنود 2.2% من السكان. هناك أيضًا مجتمع صغير من المتحدرين من أصول فرنسية وإنجليزية.
يهاجر العديد من الغرناديين إلى الخارج. تشمل نقاط الهجرة الشائعة للغرناديين الجزر الأكثر ازدهارًا في منطقة البحر الكاريبي (مثل بربادوس)، ومدن أمريكا الشمالية (مثل مدينة نيويورك وتورنتو ومونتريال) والمملكة المتحدة (على وجه الخصوص لندن ويوركشاير).

### الدين
الدين في غرينادا (تقديرات 2011)
يشكل البروتستانت (49.2%) من إجمالي السكان تشمل (الخمسينية 17.2% والسبتية 13.2% والأنجليكانية 8.5% والمعمدانية 3.2% وكنيسة الله 2.4% والإنجيلية 1.9%، والميثودية 1.6% و 1.2% أخرى). يشكل الكاثوليك (36%) وشهود يهوه (1.2%)، الراستافارية (1.2%)، (5.5%) أخرى، الملاحدة (5.7%)، غير محدد (1.3%).

#### المسيحية في غرنادة
تُشكل المسيحية في غرنادة أكثر الديانات إنتشاراً بين السكان، وفقًا للتعداد السكاني لعام 2011 ينتمي حوالي 89.2% السكان في غرنادة إلى الديانة المسيحية.

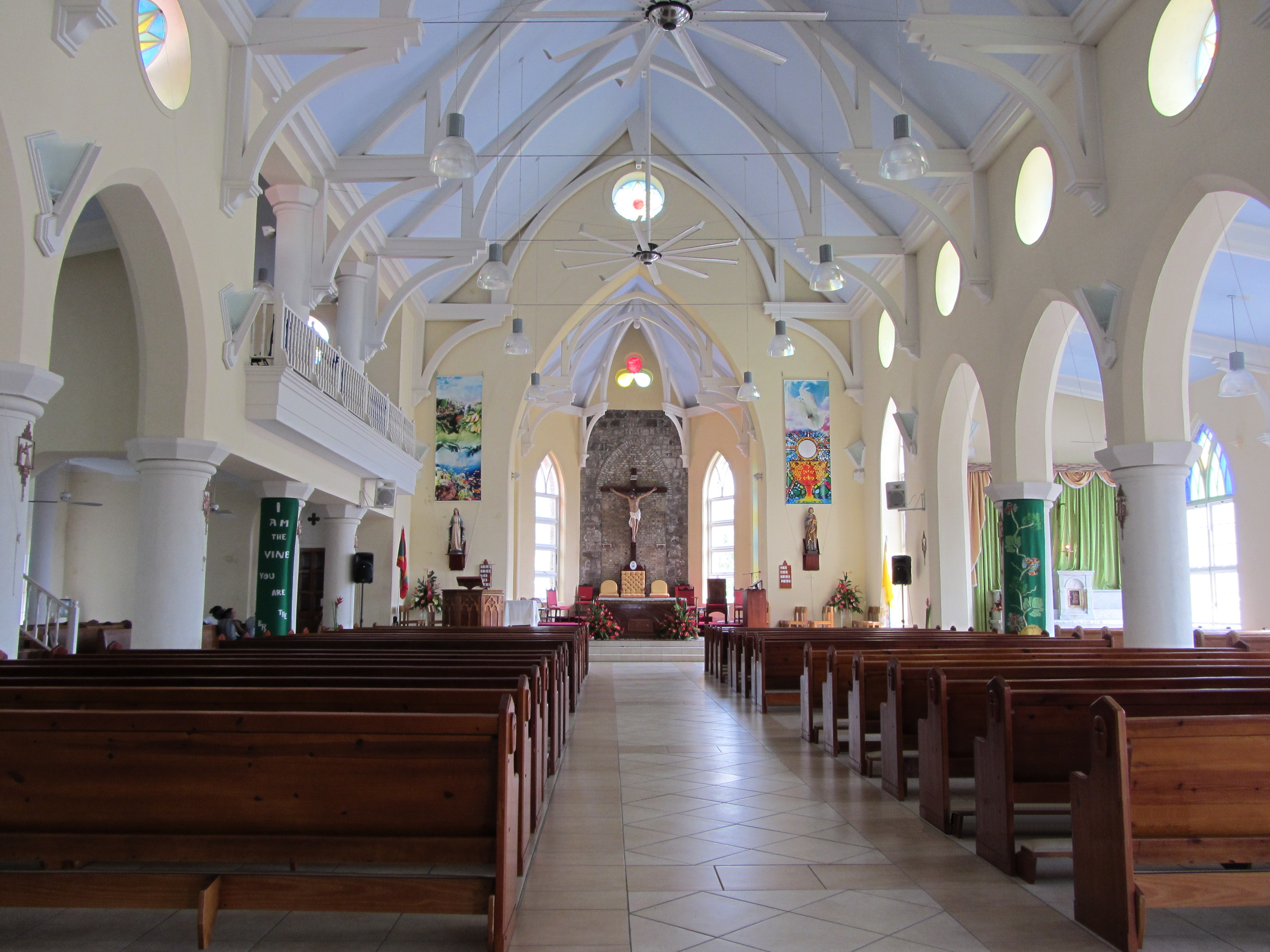
كاتدرائية الحبل بلا دنس في مدينة سانت جورجز.

حوالي 49.2% من السكان يتبعون الكنائس البروتستانتية المختلفة، وتعد الخمسينية (17.2%) كبرى المذاهب البروتستانتيَّة في البلاد، أمّا باقي الطوائف البروتستانت فتُشكّل 32% من السكان. ويشكل الكاثوليك حوالي 36% من مجمل السكان، في حين يشكل شهود يهوه حوالي 1.2% من السكان.
تاريخًيا أضحت المسيحيَّة الديانة الغالبة في جزر غرنادة منذ فترة الاحتلال الأوروبي الأول في القرن السابع عشر. وكانت الجزر تاريخيًا ذات غالبية رومانية كاثوليكية نظرًا للتأثير الفرنسي، وفي تعداد السكاني لعام 1891 كان أكثر من نصف السكان من أتباع الكنيسة الرومانية الكاثوليكية (55%)، تليها الإنجليكانية (36%)، إلى جانب أقلية تتبع مذهب الميثودية (6%) والمشيخية (0.8%). ومنذ عقد 2000 تشهد الكنائس البروتستانتية نموًا كبيرًا على حساب الكنيسة الكاثوليكية.

### اللغة
تعتبر اللغة الإنجليزية هي اللغة الرسمية لغرنادة، فيما يقرب من 10 إلى 20% من سكانها يستخدمون اللغة الكريولية الناتجة عن اللغة الفرنسية ولغات الأفارقة الذين جُلبوا للجزيرة.

### التعليم
أنفقت الحكومة 10.3% من ميزانيتها على التعليم في عام 2016، وهو ثالث أعلى معدل في العالم. معدلات الإلمام بالقراءة والكتابة مرتفعة للغاية حيث يستطيع 98.6% من السكان القراءة والكتابة.

## المواصلات
مطار موريس بيشوب الدولي هو المطار الرئيسي في البلاد، يربط البلاد بجزر الكاريبي الأخرى والولايات المتحدة وكندا وأوروبا. يوجد أيضًا مطار في كارياكو.

### معلومات المراجع الكاملة
- Adkin, Mark. 1989. Urgent Fury: The Battle for Grenada: The Truth Behind the Largest US Military Operation Since Vietnam. Trans-Atlantic Publications. (ردمك 0-85052-023-1)
- Robert J. Beck 1993. The Grenada Invasion: Politics, Law, and Foreign Policy Decisionmaking. Boulder: Westview Press. (ردمك 0-8133-8709-4)
- Brizan, George 1984. Grenada Island of Conflict: From Amerindians to People's Revolution 1498–1979. London, Zed Books Ltd., publisher; Copyright, George Brizan, 1984.
- Martin, John Angus. 2007. A–Z of Grenada Heritage. Macmillan Caribbean.
- "Grenada Heritage". Grenadaheritage.com. مؤرشف من الأصل في 2011-05-10. اطلع عليه بتاريخ 2010-06-28.
- Sinclair, Norma. 2003. Grenada: Isle of Spice (Caribbean Guides). Interlink Publishing Group; 3rd edition. (ردمك 0-333-96806-9)
- Stark, James H. 1897. Stark's Guide-Book and History of Trinidad including Tobago, Grenada, and St. Vincent; also a trip up the Orinoco and a description of the great Venezuelan Pitch Lake. Boston, James H. Stark, publisher; London, Sampson Low, Marston & Company.
- Steele، Beverley A. (2003). Grenada: A History of Its People (Island Histories). Oxford: MacMillan Caribbean. ISBN:978-0-333-93053-3. مؤرشف من الأصل في 2023-02-04.